# Viktor Fredriksson
Viktor Adolf Fredriksson, född 23 juni 1892 i Skogsbygdens socken, död 21 december 1983 i Göteborg, var en svensk skolman.
Viktor Fredriksson var son till lantbrukaren Fredrik Johansson. Han var 1913-1916 medarbetare i Göteborgs-Posten, avlade 1919 folkskollärarexamen och knöts samma år till Göteborgs folkskolor, där han blev ordinarie lärare 1921. Fredriksson blev 1926 tillsynslärare, 1933 överlärare och utsågs 1942 till folkskoleinspektör i Göteborgstraktens inspektionsområde. Han var bland annat pressombudsman för Sveriges folkskollärarförbund 1925–1933 och styrelseledamot där 1928–1933, tillhörde 1928 års lönekommitté och 1936 lärarlönesakkunniga, var ledamot av centralstyrelsen för Sveriges allmänna folkskollärarförening från 1930 och ledamot av 1940 års skolutredning. Fredriksson företog studieresor till Norge, Danmark, Tyskland och Schweiz. Han var medarbetare i facktidskrifter och dagspress samt redigerade minnesskrifterna Göteborgs skolförening 1874–1924 (1924) och Sveriges första folkskollärarförening (1938). 1938 utsågs han till Olof Bruces efterträdare som redaktör för Svenska folkskolans historia och medverkade själv i beskrivningen av tiden efter 1920 i verket.